# Urayasu
Urayasu (jap. 浦安市, -shi) ist eine japanische Stadt, die sich im Westen der Präfektur Chiba an den Grenzen der Stadt Tokio befindet.
Die Stadt Urayasu wurde am 1. April 1981 gegründet und besteht aus zwei Teilen: Dem ursprünglichen Fischerdorf und der neuen Stadt. Die neuen Stadtteile werden Shin-Urayasu bezeichnet, was Neu-Urayasu bedeutet. Der neuere Teil der Stadt wirkt aufgrund breit angelegter Straßen, Bürgersteige, Palmen und Parks sehr amerikanisch. Die Gebäude sind dennoch im japanischen Stil erbaut worden.

## Sehenswürdigkeiten

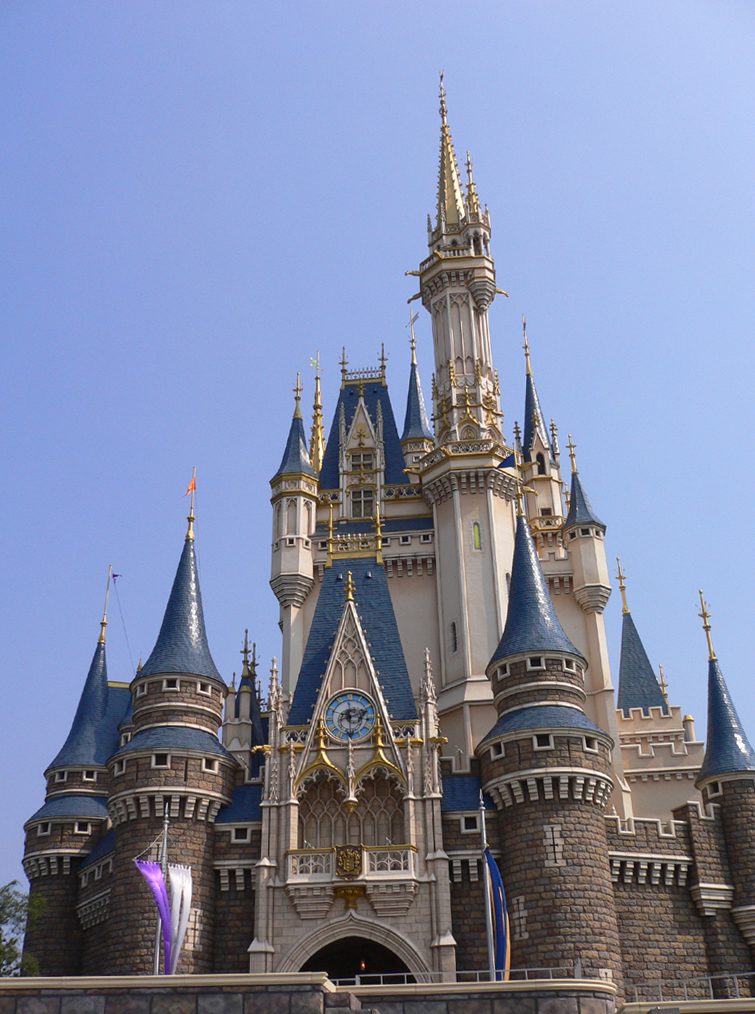
Tokyo Disney Resort

Urayasu ist bekannt für sein japanisches Disneyland, das Tokyo Disney Resort.

## Verkehr
- Straße:
  - Nationalstraße 357
- Zug:
  - JR: Keiyō-Linie, Bahnhof Shin-Urayasu und Bahnhof Maihama
  - Tōkyō Metro: Tōzai-Linie, Bahnhof Urayasu

## Persönlichkeiten
- Keita Amemiya (* 1959), Game-Character-Designer, Filmregisseur
- Akimi Barada (* 1991), Fußballspieler
- Tatsurō Inui (* 1990), Fußballspieler
- Jin Izumisawa (* 1991), Fußballspieler
- Kisato Nakamura (* 1993), Radrennfahrerin
- Keiji Tamada (* 1980), Fußballspieler

## Städtepartnerschaften
- Orlando, USA, seit 1989

## Angrenzende Städte und Gemeinden
- Ichikawa
- Tokio: Stadtbezirk Edogawa